# 发送器

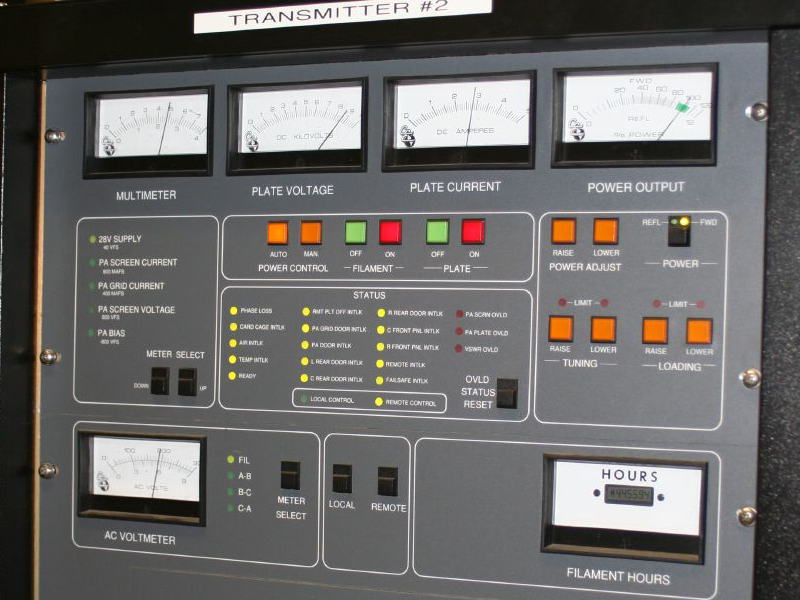
商用级调频广播发送器 位于韦恩州立大学的无线电发送器，它能以48 KW的功率发送101.9 MHz的无线电波

发送器（英語：Transmitter）或无线电发送器在电子学中，指的是一种利用天线发送无线电波的装置。无线电发送器产生交变电流，作用于天线。天线产生无线电波，并将其发送至空间。除了在无线电广播中的应用，无线电发送器还被广泛使用在各种利用无线电进行通讯的设备中。常见的应用有手机、无线局域网、蓝牙、无线对讲机等等。
无线电发送器通常仅限于指代用于无线通讯或者无线电定位系统中发射无线电波的设备。广义上的无线电波发生器，例如微波炉或者电磁炉中产生无线电的装置，一般不被称为无线电发送器，虽然它们的工作原理是类似的。